# Herzblatt-Reiherschnabel
Der Herzblatt-Reiherschnabel (Erodium malacoides), auch Malvenblättriger Reiherschnabel genannt, ist eine Pflanzenart aus der Gattung der Reiherschnäbel (Erodium) innerhalb der Familie der Storchschnabelgewächse (Geraniaceae).

## Beschreibung

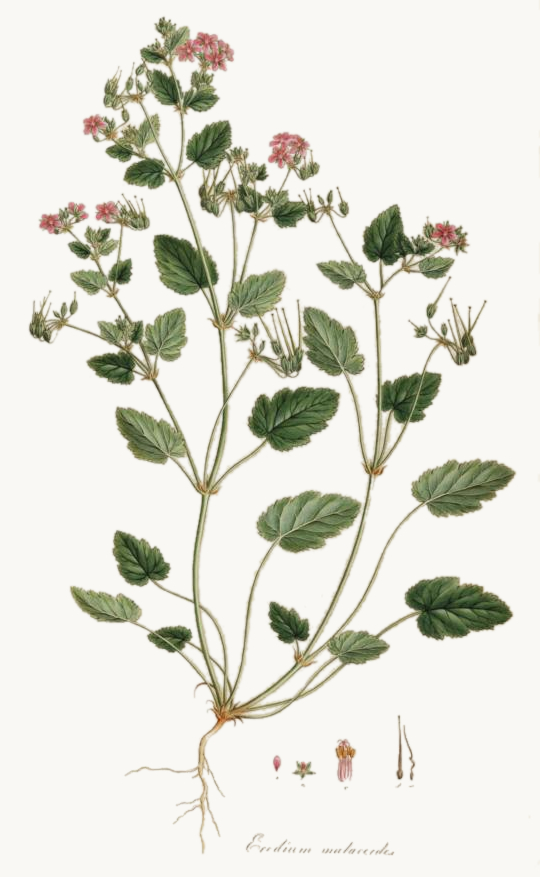
Illustration aus Flora Graeca, Volume 7, Tafel 658

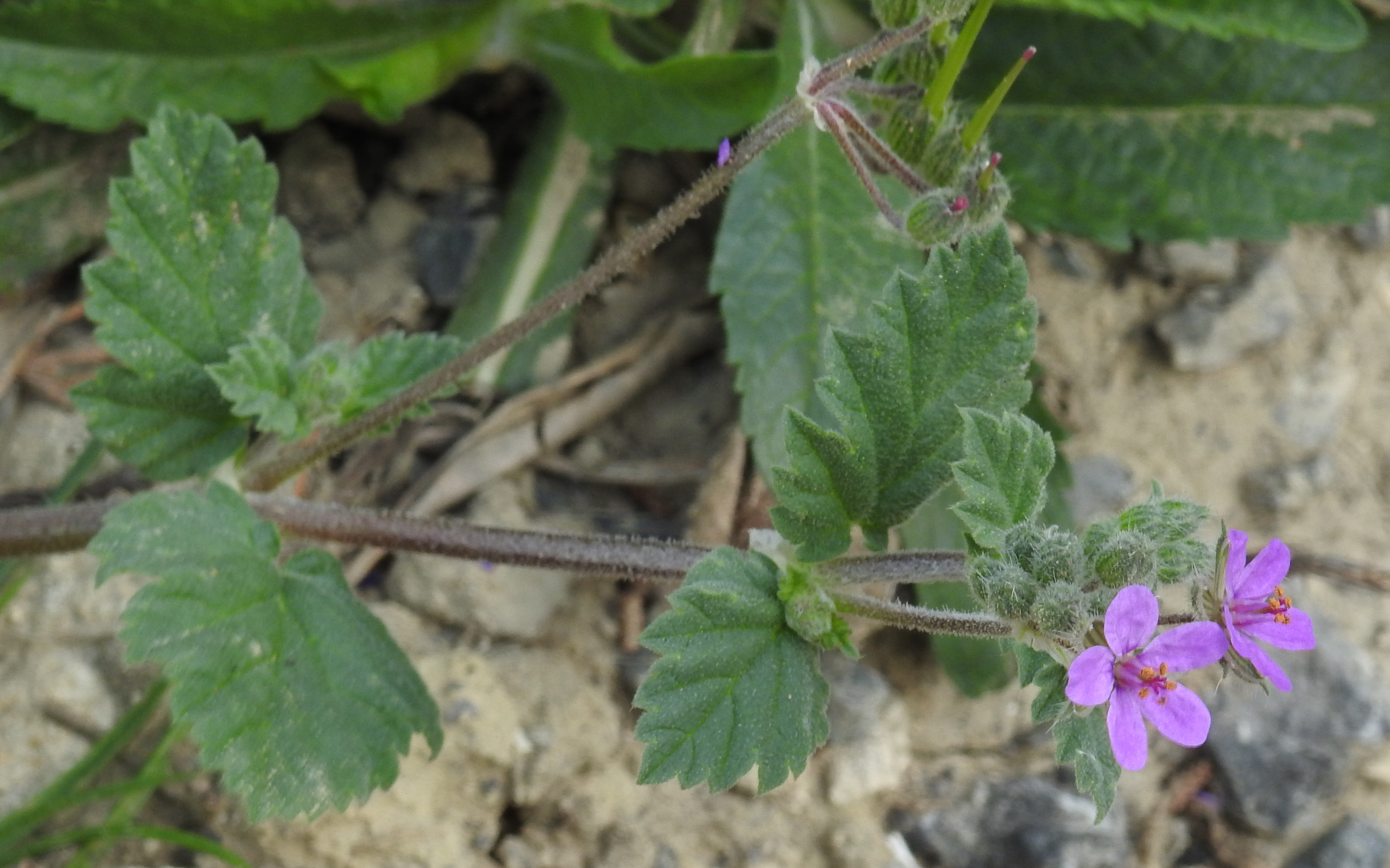
Zweig mit Laubblättern und Blüten

### Vegetative Merkmale
Der Herzblatt-Reiherschnabel ist eine einjährige oder zweijährige krautige Pflanze, die Wuchshöhen von 10 bis 60 Zentimetern erreicht. Der niederliegende bis aufrechte Stängel ist mit zurückgebogenen, oft auch drüsigen, weichen Trichomen behaart.
Die gegen- bis wechselständig am Stängel angeordneten Laubblätter sind in Blattstiel und Blattspreite gegliedert. Die weich behaarten Blattstiele sind bis 2,5–15 Zentimeter lang. Die abgerundete bis rundspitzige, weich und kurz behaarte Blattspreite ist bei einer Länge von 2 bis 10 Zentimetern sowie einer Breite von 1 bis 5 Zentimetern eiförmig bis rundlich, mit mehr oder weniger herzförmiger bis gestutzter Spreitenbasis und grob gezähntem bis gelapptem oder gekerbtem bis gesägtem Blattrand.

### Generative Merkmale
Die Blütezeit reicht von Februar bis November. Der Blütenstandsschaft ist drüsig behaart. Drei bis zehn Blüten stehen in einem doldenförmigen Blütenstand zusammen. An der Basis des Blütenstandes befinden sich mehrere eiförmige, weißliche Tragblätter.
Die zwittrigen Blüten sind radiärsymmetrisch und fünfzählig mit doppelter Blütenhülle. Die weich, drüsig behaarten und kurz begrannten Kelchblätter sind 5 bis 7 Millimeter lang. Die fünf rosa- bis purpurfarbenen Kronblätter sind bei einer Länge von 5 bis 9 Millimetern nur wenig länger als der Kelch.
Die Teilfrüchte der Spaltfrucht sind weiß oder bräunlich behaart. Sie tragen an der Ansatzstelle des 2 bis 3,5 Zentimeter langen Schnabels eine Grube und darunter eine tiefe ringförmige Einschnürung, beide sind mit winzigen Drüsen besetzt.
Die Chromosomenzahl beträgt 2n = 40.

## Vorkommen
Der Malvenblättrige Reiherschnabel ist in Makaronesien, Süd- und Osteuropa, in Nordafrika, im Kaukasusraum, in West- sowie Zentralasien und in Pakistan weitverbreitet. Er ist in zahlreichen weiteren Gebieten der Erde ein Neophyt, z. B. in Südafrika. Er wächst im Mittelmeerraum auf Brachland, in Grasfluren und an Wegrändern. In Europa kommt er nördlich in Westfrankreich bis zu 49 Grad nördlicher Breite vor.

## Systematik
Die Erstveröffentlichung erfolgte 1753 unter dem Namen (Basionym) Geranium malacoides durch Carl von Linné in Species Plantarum, Band 2 Seite 680. Die Neukombination zu Erodium malacoides  (L.) L’Hér. wurde 1789 durch Charles Louis L’Héritier de Brutelle in William Aiton: Hortus Kewensis, Band 2, Seite 415 veröffentlicht. Weitere Synonyme für Erodium malacoides  (L.) L’Hér. sind: Erodium althaeoides Jord., Erodium malvaceum Jord., Erodium subtrilobum Jord.
Bei manchen Autoren gibt es im Mittelmeerraum folgende Unterarten:
- Erodium malacoides subsp. brevirostre  (Maire & Sam.) Guitt.: Sie kommt in Marokko vor.[6]
- Erodium malacoides subsp. floribundum  (Batt.) Batt.: Sie kommt in Algerien vor.[6]
- Erodium malacoides  (L.) L’Hér. subsp. malacoides.